# Ковбасенко Юрій Іванович
Ковбасенко Юрій Іванович (нар. 26 жовтня 1958, Городище, Черкаська область) — український філолог, освітолог, професор кафедри світової літератури Факультету української філології, культури і мистецтва Київського столичного університету імені Бориса Грінченка, заслужений працівник освіти України (2017).

## Життєпис
Кандидат філологічних наук (дисертацію захистив у Київському державному університеті ім. Т. Г. Шевченка 21.06.1988). Вчене звання доцента по кафедрі методики мови та літератури Українського педагогічного університету ім. М. П. Драгоманова присвоєно 26.05.1994. 
Вчене звання професора по кафедрі теорії, історії та методики викладання зарубіжної літератури Київського університету імені Бориса Грінченка присвоєно 26.05.2011.
Автор понад 300 наукових та науково-методичних праць з проблем філології та літературної освіти, зокрема — монографій і статей у наукометричних базах, підручників і посібників для середньої та вищої школи, схвалених Міністерством освіти і науки, молоді та спорту України. На перспективність методів аналізу художнього тексту, запропонованих Юрієм Ковбасенком, звернув увагу очільник Тартуської семіотичної школи професор Юрій Лотман.

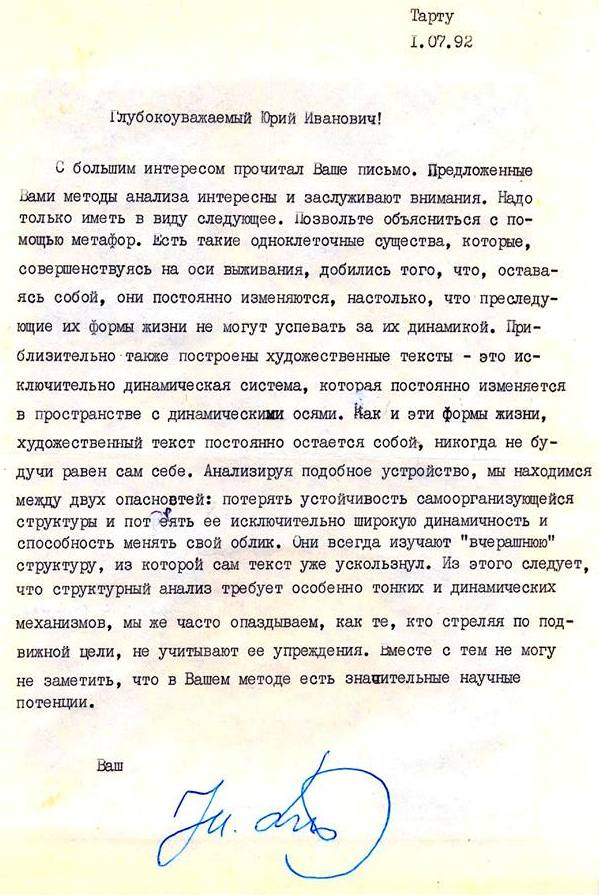
Лист Юрія Лотмана Ковбасенку Юрію

Юрій Ковбасенко  очолював авторські колективи проекту Державного стандарту в галузі літературної освіти (1997) та загальнодержавних навчальних програм із «Зарубіжної (світової) літератури» для середніх навчальних закладів України (1997, 1998, 2003, 2008, 2010, 2011), у т. ч. тих, що перемогли у Всеукраїнському конкурсі програм для 5–9-х класів загальноосвітньої школи, а також профільних 10–12-х класів (2006, 2009). Ці документи розроблено як органічні складові нового українського куррикулуму літературної освіти.

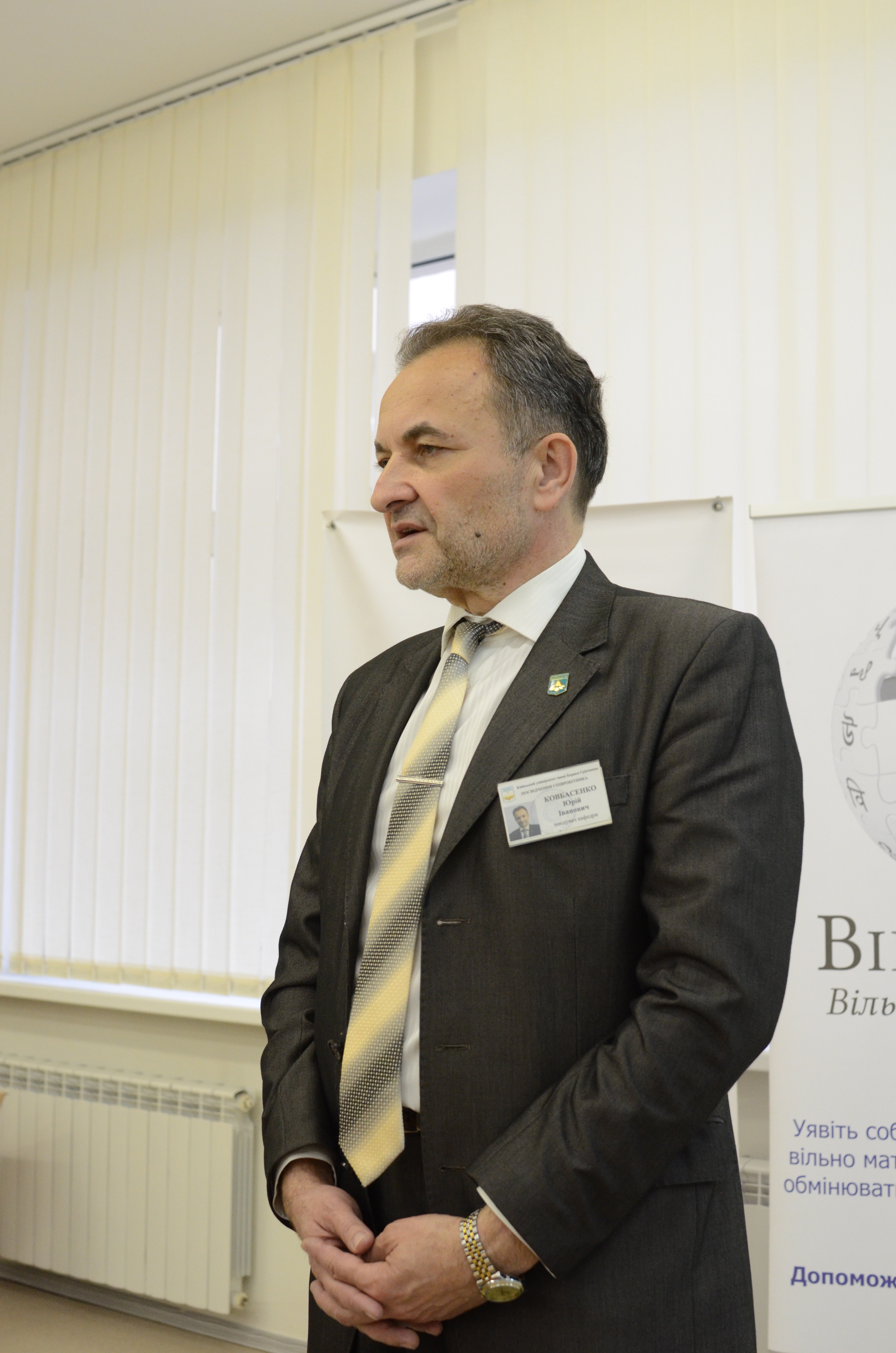
Юрій Ковбасенко, квітень 2016 р.

Він є президентом Української асоціації викладачів зарубіжної літератури (УАВЗЛ), яка від часу свого заснування (червень 1994) активно співпрацювала з Творчим об'єднанням перекладачів (Дмитро Чередниченко, Всеволод Ткаченко, Сергій Борщевський) Національної Спілки письменників України (Юрій Мушкетик) щодо забезпечення  нової на той час  (запроваджена в 1992—93 н. р.) навчальної дисципліни «Зарубіжна література» якісними україномовними перекладами світової класики. Зокрема на замовлення УАВЗЛ українською вперше було перекладено філософську драму П. Кальдерона «Життя — це сон» (з іспанської, Михайло Литвинець), роман Кнута Гамсуна «Пан» і повість «Смерть Глана» (з норвезької, Галина Кирпа), психологічне есе Дж. Джойса «Джакомо Джойс» і ключові розділи роману Г. Філдінга «Історія Тома Джонса, знайди» (з англійської, Ростислав Доценко), комедія Дж.Б.Шоу «Пігмаліон» (з англійської, Олександр Мокровольський), поезію А. Міцкевича "До друзів-москалів" (з польської, Всеволод Ткаченко).  та ін. Головний редактор журналу «Тема. На допомогу вчителю зарубіжної літератури» (1998—2003), член Наукової ради журналу «Acta Neophilologica» (Ольштин. Польща) [https://czasopisma.uwm.edu.pl/index.php/an/article/view/6220/4595] та редакційної колегії наукового журналу «Studia Philologica» (Київ. Україна) [https://studiap.kubg.edu.ua/index.php/journal/editorial_board.]. 
Нині продовжує співпрацю з Національною спілкою письменників України, підтримуює контакти з Творчим об'єданням перекладачів Київської організації НСПУ (http://library.kubg.edu.ua/images/stories/Departaments/biblio/PDF/Kovbacenko_Layout%201.pdf [Архівовано 8 Березня 2016 у Wayback Machine.]), обраний головою журі Літературної премії імені Олега Микитенка, заснованої Київською організацією НСПУ та редакційною колегією журналу «Всесвіт».
Юрій Ковбасенко є автором низки підручників із «Зарубіжної літератури», що стали переможцями та лауреатами Всеукраїнських конкурсів підручників (видавництво «Грамота» [Архівовано 26 Вересня 2014 у Wayback Machine.] і видавництва "Літера ЛТД" (http://www.litera-ltd.com.ua/index.php?route=product/product&path=88_134&product_id=308). Ці підручники є україноцентричними, культурологічно зорієнтованими, в них ураховано як вітчизняний досвід підручникотворення, так і продуктивні закордонні стратегії та напрацювання, зокрема можливості цифрових Інтернет-технологій (гіпертекст, QR-навігація тощо).
Професор Юрій Ковбасенко викладає студентам і магістрантам  базовий курс «Історія зарубіжної літератури» (від доби Античності до пост- і метамодернізму), а також різнопланові спецкурси: «Художня література крізь призму неоміфологізму», «Світовий літературний канон у кросс-культурній перспективі» та ін. Керує аспірантами, проводить гостьові майстер-класи, семінари, колоквіуми, тематичні й проблемні бліц-курси з учителями-словесниками навчальних закладів України. Часто виступає на телебаченні з актуальних проблем сьогодення.
Був ініціатором проведення УАВЗЛ Перших всеукраїнських конкурсу «Учитель зарубіжної літератури сільської школи» та огляду «Методист зарубіжної літератури» (Київ, 1997), а також членом (Житомир, 2001; Херсон, 2004), заступником голови (Миколаїв, 2008) та головою (Полтава, 2011) журі IV (заключного) етапу Всеукраїнського конкурсу «Учитель року» в номінації «світова література».
Сповідує кредо: «…Нам своє робúть».

## Відзнаки
- 1984 — Медаль «У пам'ять 1500-річчя Києва».
- 1996 — Нагрудний знак «Відмінник освіти України».
- 2008 — Медаль «Петро Могила».
- 2017 — звання «Заслужений працівник освіти України»[1].

## Наукові інтереси
- постколоніальні студії;
- орієнталізм;
- Україна як мультифронтир (multiple frontier);
- зарубіжна та українська література в син- та діахронії;
- методика викладання зарубіжної та української літератури;
- літературний канон і курикулум літературної освіти.

## Основні статті та розділи монографій
- ORCID
- ResearchGate
- https://scholar.google.com/citations?user=TWufA_gAAAAJ&hl=ru [Архівовано 14 Липня 2021 у Wayback Machine.]
- Ковбасенко Юрій. 2024. „Орієнталізм російської літератури як маркер імперської ментальності”. TEKA Komisji Polsko-Ukraińskich Związków Kulturowych Vol. 6, No. 19. https://doi.org/10.31743/tkpuzk.17866 https://www.researchgate.net/publication/392493726_ORIENTALIZM_ROSIJSKOI_LITERATURI_AK_MARKER_IMPERSKOI_MENTALNOSTI Камо грядемо, або Вимоги часу і перспективні напрямки розвитку літературної освіти в Україні // Мова і культура. Щорічний науковий журнал. — Вип. ІІ. — Т. 2. — К.: Видавничий дім Д.Бураго. — 2000. — С. 429—440
- Джордж Бернард Шоу: «Я впливав на Жовтневу революцію» // Зарубіжна література в навчальних закладах. — К., 2001. — № 5. — С. 55-64 [Архівовано 15 Березня 2011 у Wayback Machine.]
- Про перспективні напрямки розвитку літературної освіти в Україні та шляхи підвищення її ефективності // Зарубіжна література в навчальних закладах. — К., 2002. — № 1. — С. 2-9
- Література постмодернізму: По той бік усіх боків // Зарубіжна література в навчальних закладах. — К. — 2002. — № 5. — С. 2-12 [Архівовано 7 Вересня 2011 у Wayback Machine.]
- Мистецтво аналізу та інтерпретації художнього тексту // Зарубіжна література в навчальних закладах. — К, 2003. — № 6. — С. 2-10.
- Викладання зарубіжної літератури в умовах профільного навчання // Всесвітня література в середніх навчальних закладах України. — К., 2003. — № 3. — С. 23-27
- Профільне викладання літератури: «за» і «проти» // Українська мова й література в середніх школах, гімназіях, ліцеях та колегіумах. — К., 2003. — № 4. — С. 18-25
- Архіпелаг «Павич», острів «Дамаскин» // Зарубіжна література в навчальних закладах. — К., 2003. — № 7. — С. 33-49 [Архівовано 21 Серпня 2011 у Wayback Machine.]
- Слово на захист Слова (соціокультурні функції художньої літератури та літературної освіти в Україні) // Всесвітня література в середніх навчальних закладах України. — К., 2004. — № 1. — С. 53-60
- Від «програм змісту» (syllabus) до «програм результату» (curriculum): Про теоретико-методологічні засади вивчення зарубіжної літератури у 12-річній школі // Всесвітня література в середніх навчальних закладах України. — К., 2005. — № 7. — С. 8-14
- Про місце і роль предмета «Зарубіжна література» в системі літературної освіти української школи та про шляхи підвищення ефективності його викладання // Всесвітня література в середніх навчальних закладах України. — К., 2006. — № 11. — С. 6-18
- Вивчення біографічних відомостей про письменника як методична проблема // Постметодика. — Полтава, 2006. — № 6 (70). — С. 6-17
- Виклики часу і соціокультурні функції літератури та літературної освіти в Україні // Українська мова і література в середніх школах, гімназіях, колегіумах. — К., 2007. — № 6. — С.56-72.
- Література постмодернізму: штрихи до портрету // Acta Neophilologica, 2009. — ХІ. — Wydawnictwo Uniwersytetu Warminsko-Mazurskiego w Olsztynie (Польща). — С. 45-69
- Михайло Драй-Хмара (нарис життя та творчості) // Історія української літератури XX-поч. ХХІ ст.: У 3 тт. — Т. 1. — К.: Академія, 2013. — С. 32-45 http://elibrary.kubg.edu.ua/5649/1/Y_Kovbasenko_HUL_20-21_c_21_GI.pdf [Архівовано 28 Серпня 2016 у Wayback Machine.]
- Євген Маланюк (нарис життя та творчості) // Історія української літератури XX-поч. ХХІ ст.: У 3 тт. — Т. 1. — К.: Академія, 2013. — С. 320—330 http://elibrary.kubg.edu.ua/5667/1/Y_Kovbasenko_HUL_21_GI_Malanyuk.pdf [Архівовано 28 Серпня 2016 у Wayback Machine.]
- Literature of postmodernism: beyond different sides // Зарубіжна література в навчальних закладах. — К. — 2002. — № 5. — С. 2-12 http://elibrary.kubg.edu.ua/14859/1/Y_Kovbasenko_IF_Literature%20of%20postmodernism_beyond%20different%20sides_2016.pdf [Архівовано 28 Серпня 2016 у Wayback Machine.]
- Формування літературного канону та куррикулуму літературної освіти: світовий досвід і український шлях // Всесвітня література в середніх навчальних закладах України. — 2011. — № 9. — С. 6-12 [Архівовано 28 Серпня 2016 у Wayback Machine.]
- «…Голосна та правдива, як Гóспода слово…» (творчість Тараса Шевченка і європейський літературний канон) // Українська мова і література в школах України, 2014. — № 5. — С. 15-21.
- 100 днів МОНУ: реформування чи імітація? // Інтернетресурс Режим доступу: http://education-ua.org/ua/articles/260-100-dniv-monu-reformuvannya-chi-imitatsiya [Архівовано 3 Січня 2015 у Wayback Machine.]
- Классика vs китч: литературный канон и литературное образование // Текст. Язык. Человек. Сборник научных трудов VII Международной научной конференции, посвященной 1150-той годовщине создания славянской письменности: В 2 ч. — Ч. ІІ. — Мозырь: Изд-во МГПУ им. И. П. Шамякина, 2013. — С. 224—226 http://elibrary.kubg.edu.ua/7109/1/Y_Kovbasenko_Mozir_Klassika_VS_Kith_GI.pdf [Архівовано 28 Серпня 2016 у Wayback Machine.]
- Профанація профілізації освіти, або Чи залишиться МОНУ Міністерством Обману Народу України? // Інтернетресурс Режим доступу: http://education-ua.org/ua/articles/287-profanatsiya-profilizatsiji-osviti-abo-chi-zalishitsya-monu-ministerstvom-obmanu-narodu-ukrajini [Архівовано 30 Серпня 2014 у Wayback Machine.].
- Тарас Шевченко і український літературний канон (традиційність і новаторство поетичної саморефлексії) // Рідна мова: освітній квартальник Українського вчительського товариства у Польщі. — Республіка Польща, Валч. — № 21/2014. — С. 29-35 http://elibrary.kubg.edu.ua/10678/1/Y_Kovbasenko_RM_2014_21_1_GI.pdf [Архівовано 28 Серпня 2016 у Wayback Machine.]
- «Надгробків царських мармурові плити переживе потужний мій рядок?..» (авторефлексія геніїв на порозі Канону) // Studia philologica, 2015. — N 4. — С. 86-91 http://elibrary.kubg.edu.ua/11543/1/Y_Kovbasenko_SP_4_2015_GI.pdf [Архівовано 28 Серпня 2016 у Wayback Machine.]
- Тарас Шевченко і український літературний канон // Manuscript: Класична спадщина і сучасний літературний процес. — К.: КУБГ, 2015. — С. 5-14 http://elibrary.kubg.edu.ua/7257/1/U_Kovbasenko_GI_manuscript1.pdf [Архівовано 28 Серпня 2016 у Wayback Machine.]
- Селекція літературних творів для шкільних програм як методична проблема // Всесвітня література в сучасній школі. — № 6. — 2016. — С. 3-5
- Адам Міцкевич і Віктор Гюго VS Олександр Пушкін і Микола І // Всесвіт, 2016. — N 9-10. — С. 250—253 http://elibrary.kubg.edu.ua/id/eprint/15581/ [Архівовано 2 Березня 2020 у Wayback Machine.].
- Нова парадигма літературної освіти в Україні крізь призму SPOT-аналізу (у співавторстві) [Архівовано 1 Травня 2018 у Wayback Machine.].
- Використання античного інтертексту в творчій парадигмі Ліни Костенко: інтенції, традиції, новаторство (у співавторстві з Дячок С.О.) [Архівовано 26 Жовтня 2017 у Wayback Machine.].
- Нова українська школа: штрихи до портрета (без глянцю та дьогтю) // http://education-ua.org/ua/articles/1173-nova-ukrajinska-shkola-shtrikhi-do-portreta-bez-glyantsyu-ta-dogtyu [Архівовано 4 Травня 2018 у Wayback Machine.]
- Алкей // Стаття у Великій українській енциклопедії // https://vue.gov.ua/Алкей [Архівовано 22 Березня 2022 у Wayback Machine.]
- Алкман // Стаття у Великій українській енциклопедії // https://vue.gov.ua/Алкман [Архівовано 22 Березня 2022 у Wayback Machine.]
- Анакреонт // Стаття у Великій українській енциклопедії // https://vue.gov.ua/Анакреонт [Архівовано 25 Лютого 2022 у Wayback Machine.]
- Архілох // Стаття у Великій українській енциклопедії // https://vue.gov.ua/Архілох [Архівовано 25 Лютого 2022 у Wayback Machine.] [Архівовано 25 Лютого 2022 у Wayback Machine.]Менандр // Стаття у Великій українській енциклопедії // https://vue.gov.ua/Менандр [Архівовано 25 Лютого 2022 у Wayback Machine.]
- Менандр // Стаття у Великій українській енциклопедії // https://vue.gov.ua/Менандр [Архівовано 25 Лютого 2022 у Wayback Machine.]
- Адам Міцкевич, Олександр Пушкін, Тарас Шевченко: візія національної ідентичності, місце в літературному каноні // Teka Komisji Polsko-Ukraińskich Związków Kulturowych Lublin, 2019. – С. 33-52& - Режим доступу: https://www.researchgate.net/publication/337908325_02_Kovbasenko_Yuriy_Adam_Mickevic_Oleksandr_Puskin_Taras_Sevcenko_vizia_nacionalnoi_identicnosti_misce_v_literaturnomu_kanoni
- Репрезентація українсько-єврейських відносин у творах Шолом-Алейхема та Б.Грінченка (у співавторстві) //  Український історичний журнал. - 2020. - Число 4. - С. 77. - Режим доступу: https://www.researchgate.net/publication/344752916_REPREZENTACIA_UKRAINSKO-EVREJSKIH_VIDNOSIN_U_TVORAH_SOLOM-ALEJHEMA_TA_B_GRINCENKA [Архівовано 10 Січня 2021 у Wayback Machine.]
- Стратегії десакралізації імперських міфів засобами художньої літератури (у співавторстві; https://doi.org/10.36059/978-966-397-233-6-8) // Деміфологізація історії та творення міфів в українській науці та публічному просторі : колективна монографія / наук. ред. д.і.н. проф. О. О. Салата, к.філол.н., проф. Ю. І. Ковбасенко. – Львів-Торунь : Liha-Pres, 2021. – С. 162-183. - Режим доступу: http://catalog.liha-pres.eu/index.php/liha-pres/catalog/book/134 [Архівовано 14 Липня 2021 у Wayback Machine.]
- «Україна понад усе» чи «Пушкин – это наше всё»? (українська освіта та російська література) // STUDIA PHILOLOGICA : ФІЛОЛОГІЧНІ СТУДІЇ : Збірник наукових праць, вип. 18-19, 2022. с. 92-112 / https://drive.google.com/file/d/1IQXR7491WtqL30aYzIx2OzMMxiOXacEJ/view?usp=drivesdk https://elibrary.kubg.edu.ua/id/eprint/42006/1/Y_Kovbasenko_SP_18_19_2022_FUFKM.pdf

## Основні підручники та посібники
- Филологический анализ художественного текста. — Київ: Інститут системних досліджень освіти України, 1995. — 48 с[3] // http://elibrary.kubg.edu.ua/id/eprint/18885/1/Y.Kovbasenko_Philolog_analiz_hudozhnogo_textu_Posibnik.pdf
- Зарубіжна література. 5 клас: Підручник для загальноосвітньої школи. — К.: Грамота, 2005. — 295 с. [у співавторстві з Л. В. Ковбасенко]
- Зарубіжна література. 6 клас: Підручник для загальноосвітньої школи. — К.: Грамота, 2006. — 296 с.[у співавторстві з Л. В. Ковбасенко]
- Зарубіжна література. 7 клас: Підручник для загальноосвітньої школи. — К.: Грамота, 2007. — 296 с.[у співавторстві з Л. В. Ковбасенко]
- Зарубіжна література. 8 клас: Підручник для загальноосвітньої школи. — К.: Грамота, 2008. — 384 с.[у співавторстві з Л. В. Ковбасенко]
- Зарубіжна література. 9 клас: Підручник для загальноосвітньої школи. — К.: Грамота, 2009. — 304 с/
- Зарубіжна література: Підручник для профільних 10 класів (рівень стандарту). — К.: Грамота, 2010. — 280 с.
- Зарубіжна література: Підручник для профільних 10 класів (академічний і профільний рівні). — К.: Грамота, 2010. — 320 с.
- Зарубіжна література: Підручник для профільних 11 класів (рівень стандарту). — К.: Грамота, 2010. — 280 с.
- Зарубіжна література: Підручник для профільних 11 класів (академічний і профільний рівні). — К.: Грамота, 2011. — 320 с.
- Література Середньовіччя: Навчальний посібник для студентів. — К.: Київський ун-тет імені Бориса Грінченка, 2011. — 152 с.[недоступне посилання з квітня 2019]http://elibrary.kubg.edu.ua/6053/1/Y_Kovbasenko_LS_21_GI-Serednyovicca.pdf [Архівовано 10 Вересня 2016 у Wayback Machine.]
- Історія української літератури XX-поч. ХХІ ст.: У 3 тт. — Т. 1. — К.: Академвидав, 2013. — С. 259—268; С. 320—330
- Антична література: Навчальний посібник. — 3-є вид., доопрац. і доповн. — К.: Видавництво «Університет», 2014. — 256 с. [Архівовано 10 Вересня 2016 у Wayback Machine.]
- Зарубіжна література: підручник для 8 класу загальноосвітніх навчальних закладів. — К.: Літера ЛТД, 2016. — 320 с.[недоступне посилання з квітня 2019]
- Зарубіжна література : підручник для 9 класу загальноосвітніх навчальних закладів / Ю. І. Ковбасенко, Л. В. Ковбасенко. — Київ : Літера ЛТД, 2017. — 304 с. [Архівовано 26 Жовтня 2017 у Wayback Machine.]